# 韩麻营站
韩麻营站位于中华人民共和国河北省承德市隆化县韩麻营镇，建于1977年。距承德站46公里，距隆化站10公里。现为四等站。客运办理旅客乘降，行李、包裹托运；货运办理整车、零担货物发到。